# Catherine Craig
Catherine Craig (nacida Catherine Jewel Feltus; 18 de enero de 1915 – 14 de enero de 2004), a veces acreditada como Kay Craig, fue una actriz estadounidense.

## Primeros años
Catherine Jewel Feltus nació en Bloomington, Indiana, donde fue miembro de la Sociedad Phi Beta Kappa de la Universidad de Indiana. Fue reconocida como la chica sobresaliente del último curso. Más tarde se trasladó a Los Ángeles y se convirtió en actriz con el nombre artístico de Catherine Craig.

## Carrera
Craig fue alumna del Pasadena Playhouse, y apareció en numerosos papeles secundarios como Las Vegas Nights (1941), West Point Widow (1941), Parachute Nurse (1942), Showboat Serenade (1944) y The Bride Wore Boots (1946). Más tarde tuvo más éxito en películas como Seven Were Saved (1947) — su primer papel protagonista, The Pretender (1947) y Albuquerque (1948). Después de 1950, se retiró de la actuación y apoyó la carrera de su esposo.

## Vida personal
Craig se casó con el actor Robert Preston el 9 de noviembre de 1940, en Las Vegas, Nevada. Preston falleció antes que ella el 21 de marzo de 1987.

## Filmografía
| Título                           | Año  | Papel                                   | Notas                       | Ref(s) |
| -------------------------------- | ---- | --------------------------------------- | --------------------------- | ------ |
| Manhattan Heartbeat              | 1940 | Enfermera                               | 20th Century Fox            | [ 8 ]  |
| Doomed to Die                    | 1940 | Cynthis Wentworth                       | Monogram Pictures           | [ 9 ]  |
| Murder Over New York             | 1940 | Azafata                                 | 20th Century Fox            | [ 10 ] |
| Las Vegas Nights                 | 1941 | chica con Bill                          | Paramount Pictures          | [ 11 ] |
| One Night in Lisbon              | 1941 | Invitada                                | Paramount Pictures          | [ 12 ] |
| West Point Widow                 | 1941 | Hilda                                   | Paramount Pictures          | [ 13 ] |
| Nothing but the Truth            | 1941 | Betty - Receptionista                   | Paramount Pictures          | [ 14 ] |
| Among the Living                 | 1941 | Chica del segundo molino                | Paramount Pictures          | [ 15 ] |
| Louisiana Purchase               | 1941 | Dependienta                             | Paramount                   | [ 16 ] |
| Parachute Nurse                  | 1942 | Lt. Mullins                             | Columbia Pictures           | [ 17 ] |
| You Were Never Lovelier          | 1942 | Julia Acuña - la novia                  | Paramount Pictures          | [ 18 ] |
| Salute for Three                 | 1943 | Anfitriona del comedor                  | Paramount Pictures          | [ 19 ] |
| Spy Train                        | 1943 | Jane Thornwall                          | Monogram Pictures           | [ 20 ] |
| Lady in the Dark                 | 1944 | Miss Foster                             | Paramount                   | [ 21 ] |
| Showboat Serenade                | 1944 | Chica                                   | Cortometraje                |        |
| The Story of Dr. Wassell         | 1944 | Mrs. Wayne                              | Paramount Pictures          | [ 22 ] |
| Fun Time                         | 1944 | Secretaria                              | Cortometraje; sin acreditar |        |
| And Now Tomorrow                 | 1944 | Receptionista                           | Paramount Pictures          | [ 23 ] |
| Here Come the Waves              | 1944 | Lt. Townsend                            | Paramount Pictures          | [ 24 ] |
| Incendiary Blonde                | 1945 | Louella Parsons                         | Paramount Pictures          | [ 25 ] |
| You Hit the Spot                 | 1945 | Minerva                                 | Cortometraje                |        |
| Love Letters                     | 1945 | Jeanette Campbell                       | Hal Wallis Productions      | [ 26 ] |
| Duffy's Tavern                   | 1945 | Nurse                                   | Paramount Pictures          | [ 27 ] |
| The Stork Club                   | 1945 | Louella Parsons                         | Sin acreditar               |        |
| The Bride Wore Boots             | 1946 | Mrs. Medford                            | Paramount Pictures          | [ 28 ] |
| O.S.S.                           | 1946 | Williams' Secretary                     | Paramount Pictures          | [ 29 ] |
| The Strange Love of Martha Ivers | 1946 | Sirvienta francesa                      | Hal Wallis Productions      | [ 30 ] |
| Monsieur Beaucaire               | 1946 | Duquesa                                 | Paramount Pictures          | [ 31 ] |
| Cross My Heart                   | 1946 | Reporter                                | Paramount Pictures          | [ 32 ] |
| The Perfect Marriage             | 1947 | Julie Camberwell                        | Hal Wallis Productions      | [ 33 ] |
| Seven Were Saved                 | 1947 | Lt. Susan Brisoce                       | Medallion Pictures          | [ 34 ] |
| Sweet and Low                    | 1947 | Andrew Mather, Masquerade Party Hostess | Paramount Pictures          | [ 35 ] |
| The Pretender                    | 1947 | Claire Worthington                      | Republic Pictures           | [ 36 ] |
| Variety Girl                     | 1947 | Secretaria                              | 20th Century Fox            | [ 37 ] |
| Albuquerque                      | 1948 | Celia Wallace                           | Paramount Pictures          | [ 38 ] |
| Appointment with Murder          | 1948 | Lorraine W. Brinckley                   | Film Classics               | [ 39 ] |
| El Paso                          | 1949 | Mrs. Elkins                             | Paramount Pictures          | [ 40 ] |
| No Man of Her Own                | 1950 | Rosalie Baker                           | Paramount Pictures          | [ 41 ] |